# Salaga
Salaga est une ville du Ghana. Aujourd'hui capitale du district de Gonja est dans la Région du Nord, ce fut un haut lieu du commerce des esclaves.

## Histoire
Ville cosmopolite fondée au XVe siècle, Salaga fut un centre urbain prospère et un carrefour économique important jusqu'à la fin du XIXe siècle, lorsqu'elle fut ruinée par la guerre civile.
Lors de sa traversée de l'Afrique de l'Ouest, l'explorateur français Louis-Gustave Binger s'y rendit en 1888 et estima la population à environ 10 000 habitants. Édouard Riou est l'auteur des gravures qui illustrent l'ouvrage Du Niger au Golfe de Guinée par le pays de Kong et le Mossi.

Gravures d'Édouard Riou (1892)
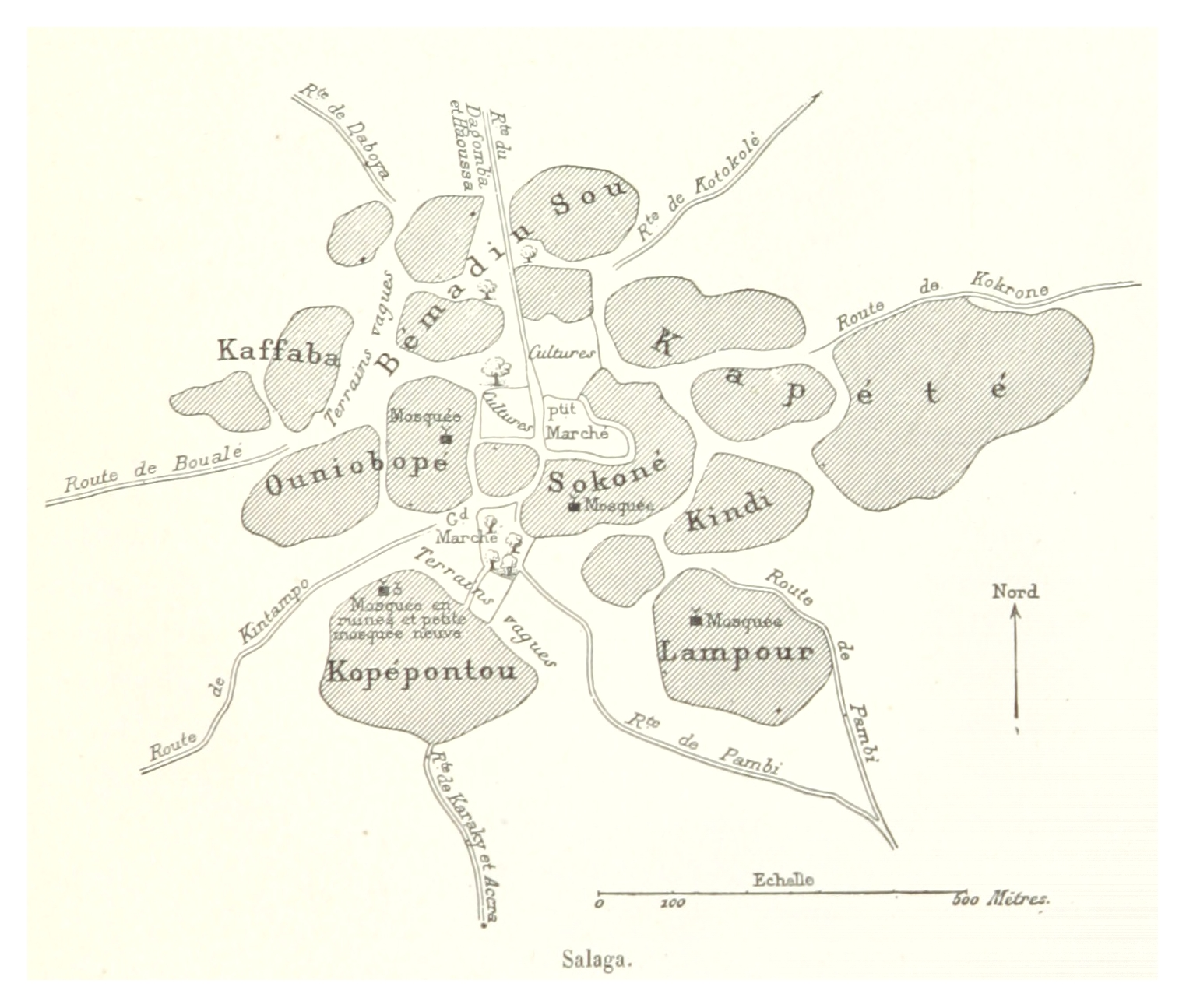
Plan de Salaga
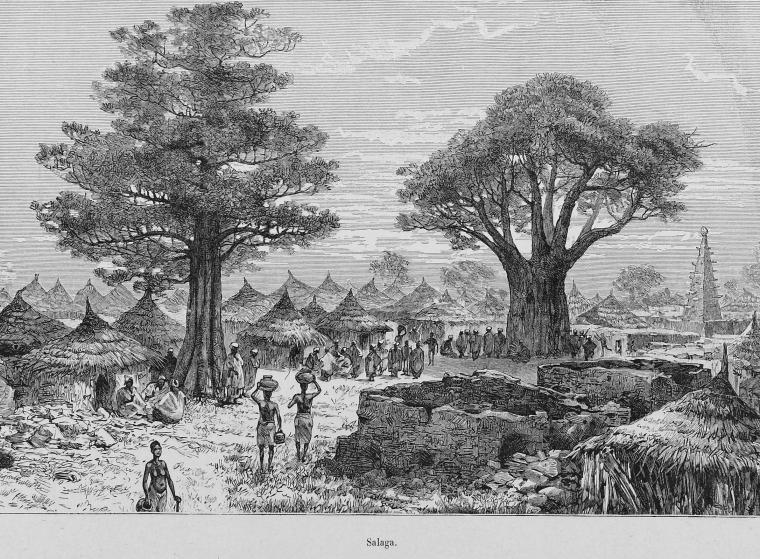
Vue générale
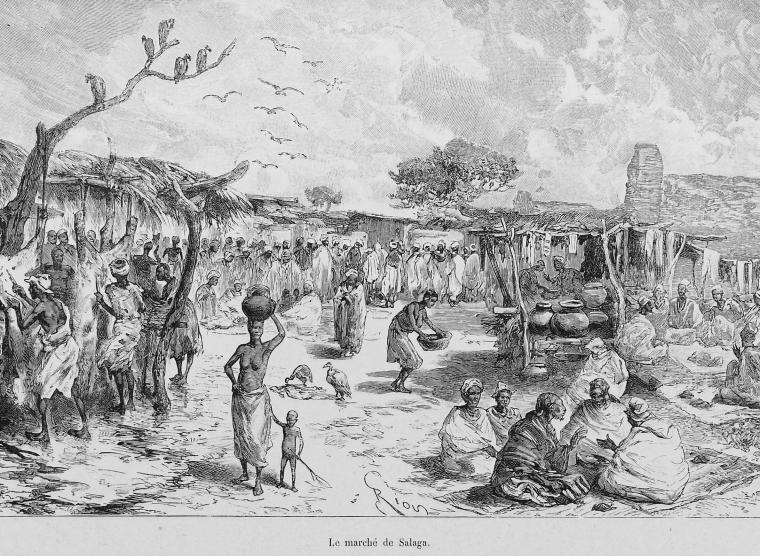
Le marché de Salaga
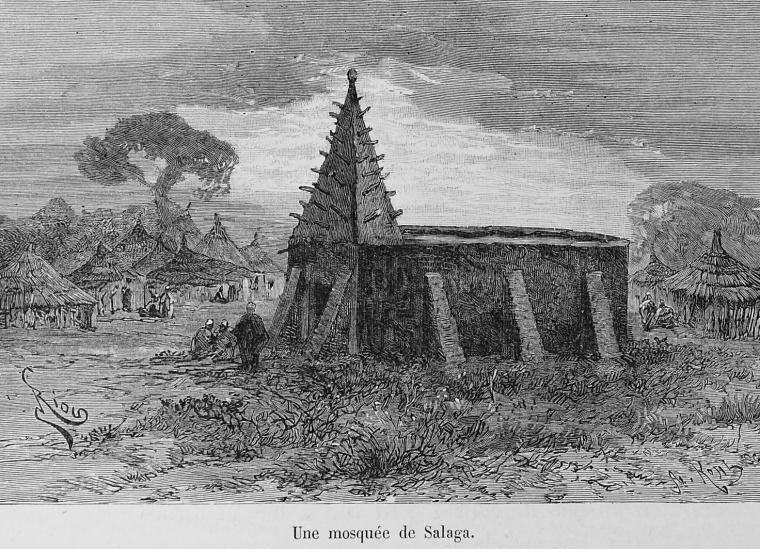
Une mosquée de Salaga

## Mémoire de l'esclavage
Des lieux de mémoire ont été créés au Ghana, notamment dans le cadre des projets de la Route de l’esclave de l'Unesco et du Joseph Project, une initiative patrimoniale et culturelle de l’ancien ministre Jacob Otanka Obetsebi-Lamptey lancée en 2007. Des panneaux commémoratifs ont été ainsi installés pour évoquer l'existence du marché esclavagiste à Salaga ou le camp de transit de Pikworo.
Ayesha Harruna Attah, s'inspirant de sa propre histoire familiale, interroge et représente cette page sombre de l'histoire dans son roman The Hundred Wells of Salaga, notamment à travers les personnages d'Aminah, une captive, et de Moro, un esclavagiste.

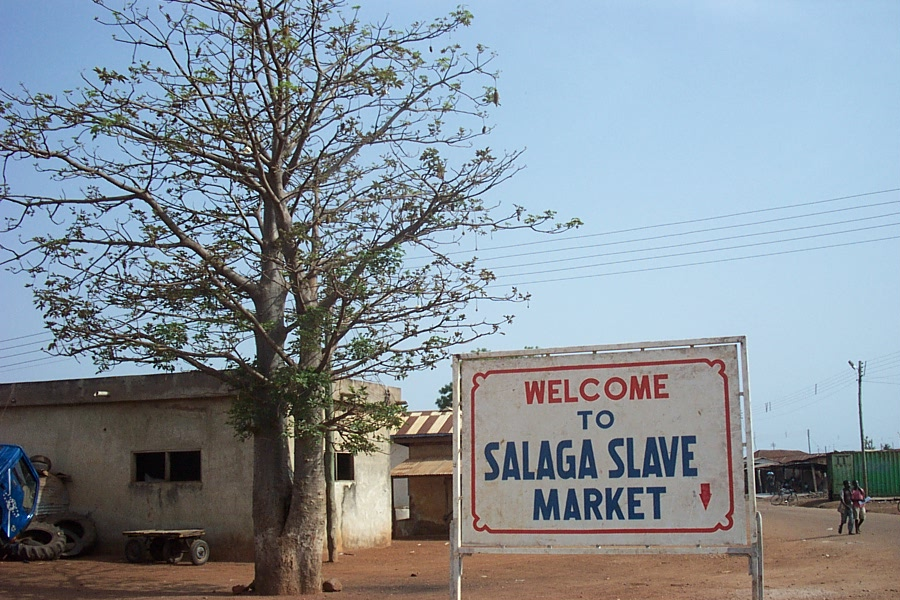
Marché aux esclaves
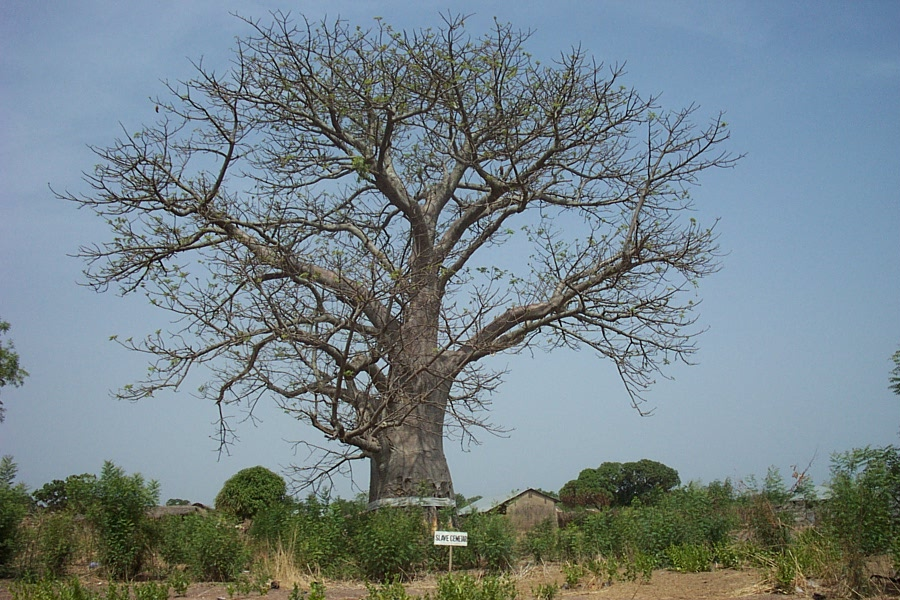
Cimetière des esclaves